# Nathalie Lesdema
Nathalie Roselyne Lesdema (Fort-de-France, 17 gennaio 1973) è un'ex cestista francese.

## Carriera
Con la Francia ha disputato i Giochi olimpici di Sydney 2000, due edizioni dei Campionati mondiali (2002, 2006) e quattro dei Campionati europei (1999, 2001, 2003, 2005).